# Thomas Kerbl
Thomas Kerbl (* 16. November 1965 in Kirchdorf an der Krems) ist ein österreichischer Dirigent, Pianist, Universitätsprofessor und Studiendekan für künstlerische Studien an der Anton Bruckner Privatuniversität in Linz.

## Leben
Die musikalische Karriere von Thomas Kerbl begann mit einem Klavierstudium am Brucknerkonservatorium, der heutigen Anton Bruckner Privatuniversität, das er als jüngster Kandidat mit 17 Jahren mit Auszeichnung abschloss. Es folgte eine umfangreiche Konzerttätigkeit als Solist und Liedbegleiter. Klavierkonzerte von Mozart bis Martinů, mehr als 500 Liederabende im europäischen Raum und die 16 Abende der zyklischen Gesamtaufführung des Klavier-, Kammermusik- und Liedwerkes von Claude Debussy brachten 1986/87 dem knapp 20-jährigen Künstler große Anerkennung.
Mit 27 Jahren wurde ihm am ehemaligen Brucknerkonservatorium die Leitung der Lied-Oratoriumklasse anvertraut und die Anton Bruckner Privatuniversität Linz ernannte ihn im Jahre 2005 zum Direktor des „Institutes für Gesang und Stimme“. Außerdem leitet er die beiden Masterstudienrichtungen für „Lied und Oratorium“ und das „Opernstudio“. Seit 2009 ist er Dekan für künstlerische Studien.
Seit 1995 intensivierte sich seine Arbeit als Dirigent und bildet mittlerweile, neben einer intensiven Franz-Schubert-Forschung, seinen künstlerischen Schwerpunkt. Thomas Kerbl sorgt in Zusammenarbeit mit dem Forum St. Severin (Katholischer Akademikerverband der Diözese Linz) und dem Linzer Brucknerhaus für Aufführungen von Passionen und Oratorien.
Das Repertoire von Thomas Kerbl als Dirigent umfasst die bedeutenden Standardwerke wie etwa die Johannes-Passion BWV 245 von Johann Sebastian Bach, Der Messias HWV 56 von Georg Friedrich Händel oder Die Schöpfung Hob. XXI:2 von Joseph Haydn. Er hat zahlreiche Erstaufführungen in Oberösterreich geleitet wie etwa die Brockes-Passion und die Lukas-Passion von Georg Philipp Telemann oder die Johannes-Passion von Alessandro Scarlatti. Im Jahre 2006 nahm die Anton Bruckner Privatuniversität eine Aufführung der Matthäus-Passion von Johann Sebastiani zum Anlass, Thomas Kerbl zum Universitätsprofessor zu habilitieren. Kerbl lebt in Eidenberg.

## Weitere Dirigate (Auswahl)
- Jesus Christ Superstar von Andrew Lloyd Webber
- Evita von Andrew Lloyd Webber
- West Side Story von Leonard Bernstein
- Kiss Me, Kate von Cole Porter
- My Fair Lady von Frederick Loewe

## Diskografie
- 2009: Transkriptionen der 9. Sinfonie d-Moll WAB 109 von Anton Bruckner (Klaviersolo), Liva CD 034.

## Auszeichnungen
- 2002: Bühnenkunstpreis des Landes Oberösterreich